# 八仙過海 (電視劇)
《八仙過海》，香港亞洲電視製作的電視劇，在1985年1月14日-2月22日首播。此劇在大陸播出時頗受1980年代觀眾歡迎。
本劇根據膾炙人口的道教民間傳說八仙過海改編。

## 簡介
八仙過海是八仙最廣為流傳的故事之一，家喻戶曉的八仙——鐵拐李、漢鍾離、呂洞賓、何仙姑、張果老、藍采和、曹國舅、韓湘子，他們本是凡夫俗子，在太上老君的點化下，努力行善修道，終於踏入仙班之列。
八位仙人就有八個成仙的故事，八仙各有不同的法器，鐵拐李有鐵杖及葫蘆，漢鍾離有芭蕉扇，張果老有紙疊驢，藍采和有花籃，何仙姑有蓮花，呂洞賓有長劍，韓湘子有橫笛，曹國舅有玉板。他們隨身所攜帶的法器各有妙用，雖然他們的經歷不同，但卻有一個共同點：他們斬妖驅邪，鋤惡揚善，造福人類，在世間留下了許多美麗的傳說……

## 主要演員
- 江　漢 飾 鐵拐李（国语配音：劳力）
- 蔡國慶 飾 漢鍾離（国语配音：王玉立）
- 潘志文 飾 呂洞賓（華陽真人）（国语配音：张长水）
- 阮佩珍 飾 何仙姑
- 梁漢威 飾 張果老
- 林迪安 飾 藍采和（国语配音：张云明）
- 凌文海 飾 曹國舅（国语配音：赵晓明）
- 唐品昌 飾 韓湘子（国语配音：田二喜）

## 其他演員
- 甘　山 飾 太上老君（国语配音：李太林）
- 王　偉 飾 玉皇大帝
- 蘇淑萍 飾 觀音菩薩
- 司馬華龍 飾 東海龍王
- 李　亨 飾 南海龍王
- 黃曙光 飾 東海龍太子（国语配音：陈宝国）
- 曹　榮 飾 南海龍太子
- 伍國誠 飾 天道祖師
- 陳植槐 飾 太白金星
- 曾偉權 飾 李　玄
- 斑　斑 飾 白牡丹
- 馮素波 飾 王母娘娘
- 鄭恕峰 飾 青牛精
- 李月清 飾 李玄母
- 羅慧琪 飾 呂洞賓妻
- 谷軒昭 飾 楊子
- 李嘉豪 飾 小吉

## 剧集争议
该剧1985年年尾在中国内地各电视台重播时，由于很受欢迎，在内地掀起一片热潮，许多年轻观众去效仿剧中“投河成仙”、“上山学法”等情节，还有不少学生为了“上山学法”而逃学甚至离家出走。由于这些影响，内地有关部门认为该剧导人迷信，意识不良，在播映到第七集后，被下令各地即时停播。